# کابوس (فیلم ۱۹۵۶)
کابوس (به انگلیسی: Nightmare (1956 film)) فیلمی در ژانر مهیج به کارگردانی ماکسول شین است که در سال ۱۹۵۶ منتشر شد. از بازیگران آن می‌توان به ادوارد جی. رابینسون و کوین مک‌کارتی اشاره کرد.